# Knives and Pens
«Knives and Pens» («Ножи и перья») — песня американской рок-группы Black Veil Brides, выпущенная в формате видео-клипа эксклюзивно на YouTube. Это первый сингл группы, а также самая популярная песня группы на данный момент с более чем 100 миллионами просмотров.

## Другие версии
Песня была перезаписана и перевыпущена в двух новых версиях — с изменениями в вокале и гитаре, а также в качестве лимитированного издания Hot Topic акустической версии вместе с песнями «We Stitch These Wounds» и «The Mortician’s Daughter» на дебютном студийном альбоме группы We Stitch These Wounds. Лимитированная серия акустической версии была переиздана StandBy Records и стала доступной для скачивания 19 марта 2013 года.

## Информация о песне и предыстория

### Значение «Knives and Pens»
Текст песни был написан вокалистом группы Энди Бирсаком под нвзванием «Knives and Pens» («Ножи и перья») что, со слов автора, описывает выбор: Ножи — разрушение (в значении самоповреждение), и Перья — созидание (например, как выбор, который он сделал, когда решил начать писать музыку и претворил это в жизнь). Black Veil Brides говорят в этой песне, что «если ты делаешь правильный выбор в своей жизни, ты возвышаешься и можешь противостоять любым сложностям»."

### Вступительный клип
Клип в начале оригинальной версии песни взят из документального фильма Paradise Lost: The Child Murders at Robin Hood Hills. Отрывок является одной из проб записи West Memphis Three. Транскрипция клипа:
Прокурор - "Глядя на молодых людей, вовлечённых в  оккультизм, Вы видите какие-то особенности в их одежде?"

Свидетель - "Я лично видел людей, у которых были чёрные ногти, чёрные окрашенные волосы, они носили чёрные футболки... Иногда они делают себе татуировки."

## Музыкальное видео
Официальное музыкальное видео на песню было выпущено на YouTube 17 июня 2009 года, и было снято режиссёром Patrick Fogarty, который позднее также снял клипы на "Perfect Weapon, " "The Legacy, " «Rebel Love Song» и «Coffin». В клипе снимается актёр David Sasik, который играет роль ребёнка, напоминающего Энди. Это был очень бюджетный проект, но несмотря на это, видео принесло группе мировую популярность. На 9 сентябля 2024 года видео набрало более 141 миллиона просмотров.

### Сюжет клипа
Клип является отсылкой к школьным годам Энди, когда он подвергался травле из-за своей одежды, внешности, а также музыки, которую он слушал.
Мальчик подходит к школьному шкафу и видит наклеенные на него листочки с жестокими надписями «эмо», «гомик», «убей себя». Он срывает их бросает на пол в угол. Даже его брат издевается над ним и крадёт его блокнот, в котором написаны тексты, вдохновленные его чувством злости. Он идёт домой злой, но его брат внезапно подходит и возвращает блокнот. Затем он начинает писать текст «Knives and Pens». Также в его показывают смотрящим клип Black Veil Brides, а также видео, где группа играет песню то в белой, то в чёрной одежде.

### Видео на акустическую версию
Black Veil Brides выпустили видео с текстом для акустической версии «Knives and Pens» 20 марта 2013 года на StandBy Records

## Список треков
CD сингл [первая версия]
| №  | Название                                | Длительность |
| -- | --------------------------------------- | ------------ |
| 1. | «Knives and Pens» (Оригинальная версия) | 4:24         |

CD сингл [вторая версия]
| №  | Название                                | Длительность |
| -- | --------------------------------------- | ------------ |
| 1. | «Knives and Pens» (Оригинальная версия) | 4:24         |
| 2. | «Knives and Pens» (Альбомная версия)    | 4:15         |

Акустический сингл
| №  | Название                     | Длительность |
| -- | ---------------------------- | ------------ |
| 1. | «Knives and Pens» (Акустика) | 4:50         |

## Участники
Black Veil Brides (студийная группа)
- Энди Бирсак — вокал, клавишные
- Gianna Cianci — backing vocals
- Johnny Herold — гитара
- Nate Shipp — ритм-гитара, бэк-вокал
- Phil Cenedella — бас
- Chris «Craven» Riesenberg — барабаны

Участники клипа
- Энди Бирсак — вокал
- Gianna Cianci — Скримо
- Chris «Hollywood» Bluser — гитара
- Sandra Alvarenga — барабаны
- David Sasik — главная роль
- Patrick Fogarty — режиссёр